# ウェイヴ (砲艦)
ウェイヴ (USS Wave) は南北戦争時のアメリカ合衆国海軍の艦艇。tincladと呼ばれる浅吃水の砲艦の一隻。tincladには番号が振られており、「ウェイヴ」は45である。
「ウェイヴ」は船尾外車船で、トン数229トン、長さ154フィート、幅31フィート。兵装は20ポンドパロット砲1門、32ポンド滑腔砲1門、24ポンドダールグレン滑腔砲4門であった。
元は「Argosy No. 2」で、「Argosy」が1863年3月に海軍へ売却された後に、Monongahelaで建造された。「Argosy No. 2」は1863年11月14日に34000ドルで海軍に購入され、混乱を避けるため改名された。tincladへの改装後、「ウェイヴ」は西メキシコ湾封鎖戦隊 (West Gulf Blockading Squadron) に配された。
1945年4月初め、Calcasieu Passに住む連邦主義者Duncan Smithの一団がニューオーリンズを訪れて支援を求め、その見返りとして新兵の徴募や馬、羊、牛の取得を支援するなどと約した。それを受けて4月15日に「ウェイヴ」（Benjamin W. Loring）と「Granite City」の派遣が命じられた。同日「ウェイヴ」はニューオーリンズを出発したが、嵐などのためAtchafalaya Bayに退避せざるを得なくなり、Calcasieu Passに着いたのは4月24日であった。「ウェイヴ」は南軍の砦を砲撃したが、そこは既に放棄されていた。それから「ウェイヴ」はCalcasieu Passに入り、Smithの家の対岸に停泊した。「Granite City」は4月27日、ないし28日に到着し、以後任務が遂行された。
この行動を、近くの南軍部隊の指揮官はテキサスへの侵攻の前兆ととった。Sabine Passの守備隊のWilliam H. GriffinはCalcasieu Passの砦に対する砲撃を知るとそれをヒューストンの司令部へ伝え、、4月30日に攻撃命令を受けた。GriffinはNiblett's BluffのAshley W. Spaightに支援を要請。集結した部隊は350名で、6ポンド砲2門と12ポンド砲2門を有した。5月6日、南軍は「ウェイヴ」と「Granite City」を攻撃した。12ポンド砲が「Granite City」を、6ポンド砲が「ウェイヴ」を攻撃し、まず「Granite City」が降伏。それから12ポンド砲は「ウェイヴ」攻撃に加わった。12ポンド砲弾の1発は「ウェイヴ」のボイラーと右舷の機関を使用不能にし、最終的に「ウェイヴ」も降伏。2隻は南軍に捕獲された。
1864年後半、「ウェイヴ」と「Granite City」は兵装を降ろして封鎖突破船として用いられることとなった。1865年1月20日、2隻はCalcasieu Passから出航し、材木を積んだ「ウェイヴ」はリオ・グランデ川へ向かった。
「ウェイヴ」が最終的にどうなったのかは不明である。